# Union Point (Georgia)
Union Point ist eine City in Greene County, Georgia. 2020 lag die Population bei 1597 Menschen.